# Anacamptodes ephyraria
Anacamptodes ephyraria är en fjärilsart som beskrevs av Walker 1860. Anacamptodes ephyraria ingår i släktet Anacamptodes och familjen mätare. Inga underarter finns listade i Catalogue of Life.